# Maximilian Gritzner

Door Maximilian Gritzner ontworpen wapen van het district Steglitz

Adolf Maximilian Ferdinand Gritzner (Sorau, 29 juli 1843 - Berlijn, 10 juli 1902) was een vooraanstaande Duitse heraldicus en kenner van de faleristiek, de kennis van de ridderorden. Als ambtenaar (Geheimrat) was hij betrokken bij het vaststellen van veel Duitse geslachts- en gemeentewapens. Ook het hier getoonde wapen van Berlin-Steglitz is van zijn hand.
Bruno Bernard Heim noemt Gritzner degene die in 1889 de "definitieve terminologie van de Duitse heraldiek" vastlegde.
Gritzner publiceerde in 1893 een "Handbuch der Ritter-und Verdienstorden" en was als Pruisisch heraut betrokken bij de ontmaskering van enige namaak-edellieden.
De Gritznerstraße in Steglitz-Zehlendorf, een wijk van Berlijn, en een school in deze wijk werden naar hem genoemd.
Kenmerkend voor zijn tijd waren de door hem gevoerde titels: "Königlichen Preussischen Kanzleirat en Premierleutnant ausser Dienst" (Duits: Koninklijk Pruisisch kanselarijraad en eerste luitenant buiten dienst") Ook Gritzners zoon, Dr. Erich Gritzner, was heraut en heraldicus.

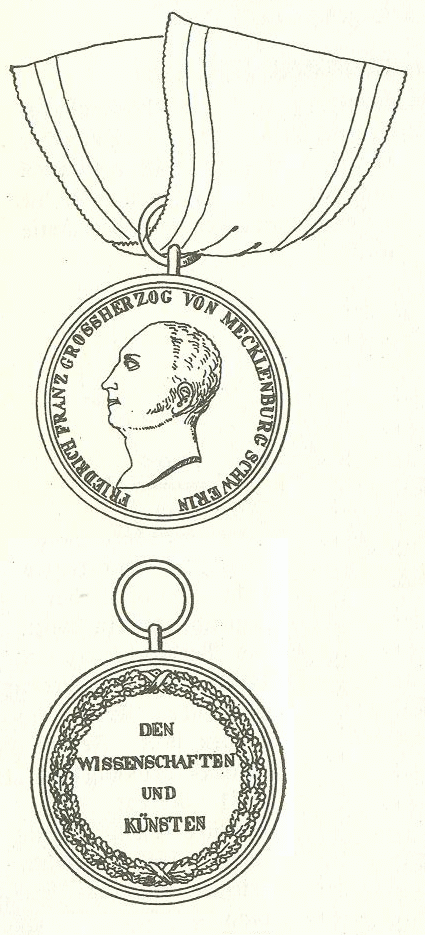
Illustratie in Gritzner's Handbuch der Ritter- und Verdienstorden